# جائزة أستراليا الكبرى 1983
جائزة أستراليا الكبرى 1983 هو سباق فورمولا 1 أقيم بتاريخ 13 نوفمبر 1983 في ملبورن، فيكتوريا. حلّ البرازيلي روبرتو مورينو أولا.